# Княже (Бориспільський район)
Княже — село в Україні, у Бориспільському районі Київської області. Населення становить 479 осіб.
Село входить до Ташанської сілької громади.

## Назва
19 вересня 2024 року Верховна Рада підтримала перейменування села Перше Травня на Княже. 26 вересня 2024 року перейменування набуло чинності.